# Rozhledna Landek
Rozhledna Landek je na svahu zalesněného významného  kopce Landek. Rozhledna je dřevěná a leží ve slezské části statutárního města Ostravy v katastrálním území Koblov nad soutokem řek Odra a Ostravice v Ostravské pánvi v Moravskoslezském kraji. Na místě rozhledny se nacházelo slovanské hradiště a později středověký hrad ze 13. století založený Přemyslem Otakarem II. (lokalita je také nazývaná Hradisko).

## Další informace
Rozhledna je jednoplošinová dřevěná zastřešená příhradová konstrukce o výšce 7 m. K výstupu na rozhlednu se používají dva žebříky a vyhlídková plošina je ve druhém patře ve výšce 4 m a nabízí výhled do údolí Odry, okolí ostravské aglomerace a Moravskoslezské Beskydy. Rozhledna, která byla postavena v roce 1998 Agenturou ochrany přírody a krajiny ČR ve spolupráci s Radou města Ostravy, je celoročně a bezplatně přístupná. V roce 2009 a 2019 prošla rozhledna rekonstrukcí. K rozhledně vede trasa naučné stezky „NPP Landek“.